# Natalja Wladimirowna Lobanowa
Natalja Wladimirowna Lobanowa (russisch Наталья Владимировна Лобанова; * 30. Mai 1947 in Moskau, Russische SFSR als Natalja Wladimirowna Kusnezowa; † 1998), nach Heirat Natalja Wladimirowna Timoschinina, war eine sowjetische Wasserspringerin.

## Erfolge
Natalja Lobanowa, die für Spartak Moskau startete, gab 1964 in Tokio unter ihrem Geburtsnamen Kusnezowa ihr Olympiadebüt im 10-Meter-Turmspringen. Sie wurde mit 49,98 Punkten im ersten Durchgang Fünfte und erzielte im Finale mit 41,02 Punkten das neuntbeste Resultat. Insgesamt kam sie damit auf 90,91 Punkte und schloss den Wettkampf auf dem siebten Platz ab. Bei den Olympischen Spielen 1968 in Mexiko-Stadt qualifizierte sich die nach Heirat nun unter dem Namen Lobanowa antretende Wasserspringerin mit 53,80 Punkten als Beste für die Finaldurchgänge. Ihre drei Sprünge im Finale summierten sich auf 51,34 Punkte, sodass sie mit 105,14 Punkten hinter der Tschechoslowakin Milena Duchková, die mit 109,59 Punkten Olympiasiegerin wurde, und der mit 101,11 Punkten drittplatzierten US-Amerikanerin Ann Peterson auf dem zweiten Platz ab, womit sie die Silbermedaille gewann. Vier Jahre darauf trat sie bei den Olympischen Spielen in München in zwei Wettkämpfen an. Dabei schied sie im Kunstspringen vom Drei-Meter-Brett als 14. ebenso in der Vorrunde aus wie auch als 13. im Turmspringen.
Neben ihren Olympiateilnahmen war Lobanowa war sie insbesondere bei Europameisterschaften sehr erfolgreich. Sie belegte bei den Europameisterschaften 1962 in Leipzig vom Drei-Meter-Brett den dritten Platz und wurde 1966 in Utrecht im Turmspringen Europameisterin.

## Familie
Ihr Vater Wladimir Kusnezow nahm als Wasserballspieler an den Olympischen Spielen 1952 in Helsinki teil, ihr gleichnamiger Bruder Wladimir gewann mit der sowjetischen Polomannschaft 1964 olympisches Bronze. Lobanowa heiratete später Alexander Timoschinin, der als Ruderer zweifacher Olympiasieger wurde. Ihr gemeinsamer Sohn Wladimir Timoschinin wurde ebenso wie dessen Ehefrau Swetlana Timoschinina von Lobanowa trainiert und gewannen zahlreiche Medaillen im Wasserspringen bei Welt- und Europameisterschaften. Deren Tochter Julija Timoschinina, Lobanowas Enkelin, sicherte sich ebenfalls zahlreiche Podestplatzierungen bei Welt- und Europameisterschaften im Wasserspringen.